# Jean-Claude Billong
Jean-Claude Billong (Mantes-la-Jolie, 28 dicembre 1993) è un calciatore francese naturalizzato camerunese, difensore attualmente svincolato.

## Caratteristiche tecniche
Difensore centrale forte fisicamente, veloce e molto atletico, può essere schierato sia in una difesa a 4 che in una a tre.

## Carriera

### Club
Cresciuto nel settore giovanile del Créteil-Lusitanos, ha in seguito militato nel Mantes, squadra della sua città natale, e nelle riserve dei New York Red Bulls. Il 21 luglio 2015 viene tesserato dal Leixões, e dopo una stagione trascorsa in Portogallo l'8 luglio 2016 passa al Rudar Velenje. Il 5 giugno 2017 firma un triennale con il Maribor. Il 5 gennaio 2018 viene acquistato per due milioni di euro dal Benevento, legandosi al club campano fino al 2021. Fa il suo esordio in Serie A il giorno successivo subentrando dopo l'intervallo all'infortunato Andrea Costa nella gara vinta dai sanniti per 3-2 sulla Sampdoria, venendo anche applaudito dal pubblico della squadra giallorossa.
Il 15 luglio 2019 si trasferisce alla Salernitana a titolo definitivo, sottoscrivendo con il club campano un contratto di durata quadriennale.
Il 22 settembre 2020 viene ceduto in prestito all'Hatayspor.
Il 17 agosto 2021 viene ceduto a titolo definitivo al Clermont Foot.
Il 1⁰ settembre 2022, firma a titolo gratuito per il CFR Cluj, nel campionato rumeno.
Il 9 ottobre 2024 fa ritorno in Italia accasandosi al Lecco. Il 2 gennaio 2025 rescinde il proprio contratto coi lombardi.

### Nazionale
Nel maggio 2021 viene convocato per la prima volta dal Camerun, nazionale delle sue origini.

## Statistiche

### Presenze e reti nei club
Statistiche aggiornate al 2 gennaio 2025.
| Stagione         | Squadra          | Campionato       | Campionato | Campionato | Coppe nazionali | Coppe nazionali | Coppe nazionali | Coppe continentali | Coppe continentali | Coppe continentali | Altre coppe | Altre coppe | Altre coppe | Totale | Totale |
| Stagione         | Squadra          | Comp             | Pres       | Reti       | Comp            | Pres            | Reti            | Comp               | Pres               | Reti               | Comp        | Pres        | Reti        | Pres   | Reti   |
| ---------------- | ---------------- | ---------------- | ---------- | ---------- | --------------- | --------------- | --------------- | ------------------ | ------------------ | ------------------ | ----------- | ----------- | ----------- | ------ | ------ |
| 2016-2017        | Rudar Velenje    | 1. SNL           | 24         | 2          | CS              | 2               | 0               | -                  | -                  | -                  | -           | -           | -           | 26     | 2      |
| 2017-gen. 2018   | Maribor          | 1. SNL           | 14         | 1          | CS              | 1               | 0               | UCL                | 5                  | 0                  | -           | -           | -           | 20     | 1      |
| gen.-giu. 2018   | Benevento        | A                | 5          | 0          | CI              | -               | -               | -                  | -                  | -                  | -           | -           | -           | 5      | 0      |
| 2018-gen. 2019   | Benevento        | B                | 13         | 0          | CI              | 1               | 0               | -                  | -                  | -                  | -           | -           | -           | 14     | 0      |
| Totale Benevento | Totale Benevento | Totale Benevento | 18         | 0          |                 | 1               | 0               |                    | -                  | -                  |             | -           | -           | 19     | 0      |
| gen.-giu. 2019   | Foggia           | B                | 15         | 0          | CI              | -               | -               | -                  | -                  | -                  | -           | -           | -           | 15     | 0      |
| 2019-2020        | Salernitana      | B                | 11         | 0          | CI              | -               | -               | -                  | -                  | -                  | -           | -           | -           | 11     | 0      |
| 2020-2021        | Hatayspor        | SL               | 26         | 0          | TK              | 0               | 0               | -                  | -                  | -                  | -           | -           | -           | 26     | 0      |
| 2021-2022        | Clermont Foot    | L1               | 15         | 0          | CF              | 0               | 0               | -                  | -                  | -                  | -           | -           | -           | 15     | 0      |
| ago. 2022        | Clermont Foot    | L1               | 1          | 0          | CF              | 0               | 0               | -                  | -                  | -                  | -           | -           | -           | 1      | 0      |
| Totale Clermont  | Totale Clermont  | Totale Clermont  | 16         | 0          |                 | 0               | 0               |                    | -                  | -                  |             | -           | -           | 16     | 0      |
| 2022-2023        | CFR Cluj         | L1               | 0          | 0          | CR              | 3               | 0               | UECL               | 0                  | 0                  | SR          | -           | -           | 3      | 0      |
| 2023-2024        | Muangthong Utd   | TH1              | 23         | 1          | CT+CdL          | 1+2             | 0               | -                  | -                  | -                  | -           | -           | -           | 26     | 1      |
| 2024-2025        | Lecco            | C                | 6          | 0          | CI-C            | -               | -               |                    | -                  | -                  |             | -           | -           | 6      | 0      |
| Totale carriera  | Totale carriera  | Totale carriera  | 153        | 4          |                 | 10              | 0               |                    | 5                  | 0                  |             | -           | -           | 168    | 4      |

### Cronologia presenze e reti in nazionale
| Cronologia completa delle presenze e delle reti in nazionale ― Camerun | Cronologia completa delle presenze e delle reti in nazionale ― Camerun | Cronologia completa delle presenze e delle reti in nazionale ― Camerun | Cronologia completa delle presenze e delle reti in nazionale ― Camerun | Cronologia completa delle presenze e delle reti in nazionale ― Camerun | Cronologia completa delle presenze e delle reti in nazionale ― Camerun | Cronologia completa delle presenze e delle reti in nazionale ― Camerun | Cronologia completa delle presenze e delle reti in nazionale ― Camerun |
| Data                                                                   | Città                                                                  | In casa                                                                | Risultato                                                              | Ospiti                                                                 | Competizione                                                           | Reti                                                                   | Note                                                                   |
| ---------------------------------------------------------------------- | ---------------------------------------------------------------------- | ---------------------------------------------------------------------- | ---------------------------------------------------------------------- | ---------------------------------------------------------------------- | ---------------------------------------------------------------------- | ---------------------------------------------------------------------- | ---------------------------------------------------------------------- |
| 4-6-2021                                                               | Wiener Neustadt                                                        | Nigeria                                                                | 0 – 1                                                                  | Camerun                                                                | Amichevole                                                             | -                                                                      |                                                                        |
| 8-6-2021                                                               | Wiener Neustadt                                                        | Camerun                                                                | 0 – 0                                                                  | Nigeria                                                                | Amichevole                                                             | -                                                                      | 60’                                                                    |
| 13-11-2021                                                             | Soweto                                                                 | Malawi                                                                 | 0 – 4                                                                  | Camerun                                                                | Qual. Coppa d'Africa 2021                                              | -                                                                      |                                                                        |
| Totale                                                                 |                                                                        | Presenze                                                               | 3                                                                      |                                                                        | Reti                                                                   | 0                                                                      |                                                                        |